# إرغين
الإرغين، المعروف أيضًا باسم ثنائي - أميد حمض الليسرجيك (LSA) و ثنائي-ليسرجاميد، هو قلويد الإرغولين الذي يتواجد في أنواع مختلفة من نباتات الكروم من فصيلة المحمودية وبعض أنواع الفطريات. ترتبط الخصائص المخدرة في بذور Ipomoea corymbosa [الإنجليزية]، وورد هاواي الصغير، وIpomoea tricolor [الإنجليزية] بالإرغين، وهو النظير الفراغي له، حيث إنه قلويد موجود في هذه البذور.